# Капитен (фудбал)
Капитен у фудбалу, понекад познат и као скипер, је члан тима изабран да буде лидер тима на терену; обично је у питању старији или најискуснији члан екипе, или фудбалер који има велики утицај на игру. Капитен тима обично је препознатљив по томе што носи траку око руке.
Икер Касиљас је једини фудбалер у историји који је као капитен подигао осам различитих трофеја. Као капитен Реал Мадрида освојио је шпанску лигу, Куп, Суперкуп, Лигу шампиона, Суперкуп Европе и Свјетско клупско првенство; док је као капитен Шпаније освојио Свјетско и Европско првенство. Рубен Невес је најмлађи фудбалер који је носио капитенску траку на утакмици Лиге шампиона. Невес је са 18 година, играјући за Порто носио траку на мечу против Макабија 2015 године.
Дијего Армандо Марадона је рекордер по броју наступа на Свјетском првенству као капитен, укупно 16.

## Дужности
Једина званична дужност капитена према фудбалским правилима јесте да учествује приликом бацања новчића на почетку утакмице (за избор страна) и предност приликом извођења Једанаестераца. Супротно ономе што се понекад истиче, капитени немају у правилима посебан ауторитет да расправљају о одлукама судија. Међутим, судије понекад разговорају са капитенима о опхођењу на терену када је то потребно.
На церемонијама додјела медаља након финала, капитен углавном предводи екипу за узимање медаља. Трофеје које тим освоји преузима капитен. Капитен такође обично предводи тим на изласку из свлачионице прије почетка утакмице.
Капитен генерално уједињује екипу; ако је морал слаб, капитен је тај који ће покушати да подигне тимски дух.
Капитен може да се придружи тренеру приликом избора стартних једанаест за одређену утакмицу. Код младих и у рекреативном фудбалу, капитен обично преузима дужности које на вишем нивоу припадају тренеру.

## Клуб
Термин клупски капитен односи се на одређену сезону у којој је капитен тај фудбалер. Уколико он не може да игра или није изабран за одређену утакмицу, замјеник капитена ће преузети капитенску траку и има сличне дужности.
Капитен на утакмици је први који прима пехар уколико га тим освоји, иако можда није клупски капитен те сезоне.
Примјер је финале Лиге шампиона 1999 када је капитен на утакмици Петер Шмејхел примио трофеј за Манчестер јунајтед јер је капитен клуба Рој Кин био суспендован. Капитен Милана, Франко Барези био је суспендован на утакмици финала Лиге шампиона 1994, те је трофеј примио капитен на тој утакмици — Мауро Тасоти. У финалу Лиге шампиона 2012, замјеник капитена Челсија — Френк Лампард, подигао је трофеј заједно са капитеном клуба Џоном Теријем, који је био суспендован али је добио дозволу од УЕФЕ да прими трофеј заједно са Лампардом.
Клуб може да изабере капитене за двије другачије улоге: капитен који ће представљати играче у односима са јавношћу и капитен на терену. Манчестер јунајтед је имао оба типа; Рој Кин је био капитен и на терену и ван њега у периоду од 1997 до 2005 и био је стандардан у постави. Његов наследник — Гери Невил био је формално капитен у периоду од 2005 до 2010, али није био стандардан у првом тиму, те су други фудбалери били капитени на терену, углавном Рио Фердинанд или Рајан Гигс. У финалима Лиге шампиона 2008 и 2009, Рио Фердинанд је био капитен. Након што је Невил завршио каријеру, Немања Видић је именован за капитена.
Рожерио Сени је рекордер по броју одиграних утакмица као капитен, укупно 980 у периоду од 1999 до 2015, све у дресу Сао Паула.

### Замјеник капитена
Замјеник капитена је фудбалер који је капитен на терену када први капитен није у стартних 11 или напусти терен у току утакмице. Примјери су Томас Милер као замјеник Мануела Нојера у Бајерн Минхену, Лионел Меси као замјеник Андреса Инијесте у Барселони, Гути замјеник Раулу у Реал Мадриду Бранислав Ивановић замјеник Џону Терију у Челсију итд.
Неки клубови такође именују трећег капитена, уколико капитен и замјеник капитена не играју. Икер Касиљас је био трећи капитен Реала, иза Раула и Гутија; 2010 је постао први капитен, замјеник је био Серхио Рамос, док је трећи капитен био Гонзало Игваин. У Барселони, Чави је био први капитен, Инијеста замјеник, док је трећи капитен био Лионел Меси; након одласка Чавија, трећи капитен постао је Серхио Бускетс. У Барселони је уобичајено именовање и четвртог капитена, за кога је 2015 именован Хавијер Маскерано.

## Репрезентација
Катберт Отавеј је први занични репрезентативни капитен. Отавеј је био капитен Енглеске на мечу против Шкотске 30. новембра 1872, што фудбалски историчари сматрају првом званичног репрезентативном утакмицом.
На Свјетском првенству 1986, на утакмици против Марока, капитен Енглеске — Брајан Робсон, повриједио се и траку је преузео Реј Вилкинс, који је недуго затим добио црвени картон и Петер Шилтон је постао трећи капитен Енглеске на тој утакмици. Шилтон је остао капитен до краја првенства.
Током Свјетског првенства 2010, у Јужној Африци, Њемачка је имала три капитена. Михаел Балак је био капитен Њемачке од 2004, укључујући и квалификације за првенство 2010, али није играо на завршном турниру због повреде. Филип Лам је био капитен на првенству 2010, али није играо на последњој утакмици (за треће мјесто), због болести, те је на тој утакмици капитен био Бастијан Швајнштајгер. Лам је изјавио да се неће одрећи капитенске траке након Балаковог повратка, изазвавши контроверзе, те је тимски менаџер, Оливер Бирхоф разјаснио ситуацију изјавивши "Филип Лам је капитен на Свјетском првенству, а Михаел Балак је и даље капитен". На крају, Лам је завршио као капитен Њемачке до краја каријере, док Балак више никад није позван у репрезентацију.